# Desert Hot Springs
Desert Hot Springs is een plaats (city) in de Amerikaanse staat Californië, en valt bestuurlijk gezien onder Riverside County.

## Demografie
Bij de volkstelling in 2000 werd het aantal inwoners vastgesteld op 16.582.
In 2006 is het aantal inwoners door het United States Census Bureau geschat op 22.824, een stijging van 6242 (37.6%).

## Geografie
Volgens het United States Census Bureau beslaat de plaats een oppervlakte van
60,3 km², waarvan 60,2 km² land en 0,1 km² water. Desert Hot Springs ligt op ongeveer 217 m boven zeeniveau.

## Plaatsen in de nabije omgeving
De onderstaande figuur toont nabijgelegen plaatsen in een straal van 24 km rond Desert Hot Springs.